# Ermanno I di Lotaringia
Ermanno I di Lotaringia, detto Pusillus (... – 996), Fu conte palatino di Lotaringia e di molte altre contee lungo il Reno incluse Bonngau, Eifelgau, Mieblgau, Zulpichgau, Keldachgau, Alzey e Auelgau, dal 945 sino alla morte.

## Biografia
Egli era figlio di Erenfredo II e di Richwara di Zulpichgau. Apparteneva dunque alla dinastia degli Azzoni.

## Famiglia e figli
Sposò Elvige di Dillingen, figlia di Hucbaldo II di Dillingen († 909) e di Dietbirg di Svevia, madre del papa Leone IX. Essi ebbero:
- Azzo (Erenfried), conte palatino di Lotaringia dal 1015 al 1034.
- Ezzelino I (a volte chiamato Hezilo, Hermann o Heinrich) conte di Zülpichgau († 1033). Sposò una figlia di Corrado I di Carinzia.
- Ermanno II in Keldachgau, vogt di Deutz († 1040)
- Adolfo I di Lotaringia, conte di Keldachgau, vogt di Deutz (1008–1018)
- Richenza di Lotaringia, badessa di Nivelles